# Meyras

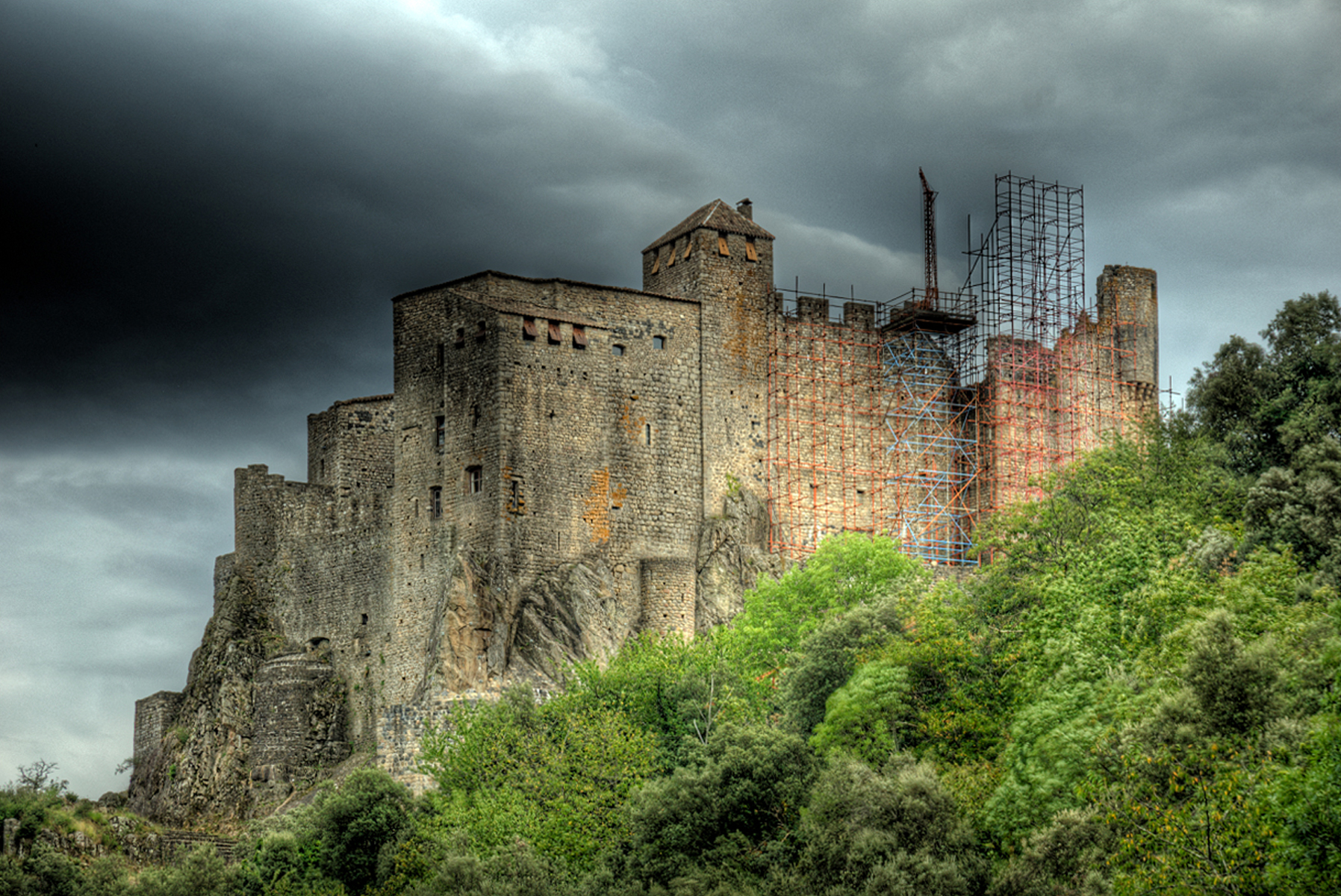
Zamek Ventadour (2012)

Meyras – miejscowość i gmina we Francji, w regionie Owernia-Rodan-Alpy, w departamencie Ardèche.
Według danych na rok 1990 gminę zamieszkiwało 729 osób, a gęstość zaludnienia wynosiła 59 osób/km² (wśród 2880 gmin regionu Rodan-Alpy Meyras plasuje się na 959. miejscu pod względem liczby ludności, natomiast pod względem powierzchni na miejscu 948.).